# 浮上
| ウィキペディアには「浮上」という見出しの百科事典記事はありません（タイトルに「浮上」を含むページの一覧/「浮上」で始まるページの一覧）。 代わりにウィクショナリーのページ「浮上」が役に立つかもしれません。 |